# Solange Leibovici
Solange Leibovici (Parijs, 1946) is een Frans-Nederlandse schrijfster en publiciste.

## Biografie
Na het overlijden van haar Franse vader, verhuisde Solange Leibovici in 1960 met haar zus en Nederlandse moeder naar Amsterdam. Ze volgde twee jaar lang een opleiding aan de Kunstnijverheidsschool, waarna zij Franse Taal- en Letterkunde ging studeren. Na MO A en MO B Frans behaalde ze haar doctoraal diploma aan de Universiteit van Amsterdam. Zij werkte eerst als vertaalster en werkte mee aan het woordenboek Nederlands/Frans bij uitgeverij Wolters-Noordhoff.
Van 1982 tot 1999 was ze als docente en onderzoekster werkzaam bij de vakgroep Franse Taal- en Letterkunde van de Universiteit van Amsterdam, van 1999 tot 2011 bij de vakgroep Literatuurwetenschap aan dezelfde universiteit. 1)
Naast en na haar docentschap was Solange Leibovici actief als schrijfster en publiciste. Zij was freelance medewerkster van De Volkskrant en De Groene Amsterdammer en correspondente van het Franse dagblad Sud Ouest. Ze heeft regelmatig gepubliceerd in diverse Nederlandse kranten en tijdschriften over de Franse geschiedenis, cultuur, literatuur en politiek.

## Onderzoek en onderwijs
Tijdens de jaren bij de vakgroep Franse Taal- en Letterkunde gaf Solange Leibovici onderwijs over onder andere Frans extreemrechts, racisme en antisemitisme en over literatuur en psychoanalyse, waar zij ook onderzoek naar deed. Zij promoveerde in 1994 op een psychobiografie van de fascistische schrijver Pierre Drieu La Rochelle. 2) Bij de vakgroep Literatuurwetenschap gaf zij onderwijs en deed ze onderzoek naar onder andere psychoanalytische theorieën van literatuur, cultuur en film, naar biografie en autobiografie, en naar geschiedenis, politiek en cultuur tijdens de jaren 1960 in Amerika.
Leibovici zat acht jaar lang in de redactie van het Tijdschrift voor Psychoanalyse 3), waarin ze ook regelmatig publiceerde. Zij was tevens buitengewoon lid van de Nederlandse Vereniging voor Psychoanalyse. Zij was een van de Founding Members van de Amerikaanse stichting Psyart (Psychology and the Arts) 4). Zij is lid van de redactieraad van het fonds Vragen aan Freud bij uitgeverij Boom (Amsterdam), van EyeCorner Press (Denemarken) 5), en van het tijdschrift Psychoanalytische Perspectieven 6) (Universiteit Gent). Zij was medebegeleidster en copromotor van een aantal promotieonderzoeken en zat in diverse promotiecommissies. Zij heeft gepubliceerd in diverse wetenschappelijke tijdschriften in Nederland, Frankrijk, de Verenigde Staten, Roemenië en Hongarije en deelgenomen aan congressen in verschillende landen van Europa en Amerika.
In 2016 kreeg Solange Leibovici de Silberger Award for Outstanding Paper on the Interdisciplinary Considerations of Psychoanalysis, uitgereikt door de Boston Psychoanalytic Society and Institute. Haar artikel, 'Philip Roth's Personae: Mise en Abyme, Hysterical Ghost, and Angry Act', is gepubliceerd in het tijdschrift American Imago in 2017 7).

## Publicaties
- 1994: Le sang et l'encre. Pierre Drieu La Rochelle, une psychobiographie. (Amsterdam: Rodopi).
- 1997: Zonsondergang over Slotervaart. (Roman). (Soesterberg: Aspekt).
- 1999: Spelen dat je dood bent. Essays over literatuur en psychoanalyse. (Soesterberg: Aspekt).
- 2009: Het vergeten gezicht. (Roman). (Amsterdam: De Arbeiderspers).
- 2016: Kijken naar een droomscherm. Over cinema en psychoanalyse. (Amsterdam: Sjibbolet).

## Andere publicaties (selectie)
- 1997: 'Zuiverheid als utopie', in Armada, jaargang 3, nummer 2.
- 1999: 'Dutch Historians and Depth Psychology', in The Psychohistory Review, Volume 27, number 3.
- 1999: 'Schrijven over het kamp: de getuigenis als literatuur', in Tiende Jaarboek van het Nederlands Instituut voor Oorlogsdocumentatie. (Amsterdam: NIOD).
- 2004: 'Sublimatie: een onmogelijk concept?', in Tijdschrift voor Psychoanalyse, jaargang 10, nummer 1.
- 2004: 'Psychoanalyse en literatuur: een gevalsstudie van het hysterische lichaam', in Oneigenlijk gebruik. (Kapellen: Uitgeverij Pelckmans).
- 2007: 'Trauma en creativiteit', in Tijdschrift voor Psychoanalyse, jaargang 13, nummer 2.
- 2007: 'Aging and Desire in a few Novels', in Journal of Aging, Humanities and the Arts, Volume 1, January-June 2007.
- 2007: 'De biograaf, de psycholoog en de psychoanalyse', in Biografie en Psychologie. (Amsterdam: Boom).
- 2007: 'Listen en strategieën. De autobiografie als waarheid en als leugen', in Bespottelijk maar aangenaam. (Amsterdam: Bas Lubberhuizen).
- 2009: 'In the Name of the Father: Lacan and his Daughter', in Psychoanalytic Encounters. (Belgrade: University of Belgrade)
- 2010: 'Droom en nachtmerrie in Blue Velvet', in Tijdschrift voor Psychoanalyse, jaargang 16, nummer 2.
- 2014: 'Het bloed of de inkt: Pierre Drieu La Rochelle', in Na de catastrofe. (Amsterdam: Nieuw Amsterdam).
- 2018: 'Moord als kunstwerk: Dexter', in Oog om oog. Psychoanalyse en TV-series. (Antwerpen/Apeldoorn: Garant).
- 2020: 'Hans Keilson – Dichter, schrijver, kinderpsychiater' en 'Vijftig jaar na In de ban van de tegenstander. Hans Keilson, zijn plaats in de oorlogsliteratuur', in Gezichten van Joods verzet. (Nederlandse Kring voor Joodse Genealogie).